# Mangora fortuna
Mangora fortuna Levi, 2005 è un ragno appartenente alla famiglia Araneidae.

## Etimologia
Il nome proprio della specie deriva dalla località panamense di rinvenimento: El Fortuna

## Caratteristiche
L'olotipo femminile rinvenuto ha dimensioni: cefalotorace lungo 1,2mm, largo 0,8mm; opistosoma lungo 1,2mm.

## Distribuzione
La specie è stata reperita nel Panama occidentale: nei pressi di El Fortuna, a 1200 metri di altitudine, nella provincia di Chiriquí.

## Tassonomia
Al 2014 non sono note sottospecie e dal 2005 non sono stati esaminati nuovi esemplari.